# Toktakija kán
Toktakija (? – 1377) a Fehér Horda (az Arany Horda keleti része) kánja két hónapig.
Toktakija a Fehér Horda vezetőjének, Urusz kánnak volt a második fia. A Dzsocsi-ulusz nyugati fele 1361 óta folyamatosan örökösödési válsággal küzdött, ahol a kánjelöltek egymással harcolva próbálták elfoglalni a fővárost, Új-Szarajt, de ritkán tudták megtartani egy-két évnél tovább. A különálló keleti rész, a Fehér Horda viszonylag stabilnak volt mondható, és 1372-ben az itteni vezető, Urusz kán elfoglalta Új-Szarajt és az egész Arany Horda kánjának nyilvánította magát. Azonban amint távozott, ellenfelei visszavették a fővárost.
1376-ban a Fehér Horda egyik emírje fellázadt, és kivégezték. Fia, Toktamis Timur Lenkhez menekült Szamarkandba és segítségét kérte a Fehér Horda meghódításához. Toktamis ezután több, eleinte sikertelen hadjáratot vezetett Urusz kán ellen. Urusz legidősebb fia, Kutlug Buga meghalt az egyik ütközetben és így Toktakija lett a trónörökös. Ő vezette a Horda csapatait, amikor Toktamis abban az évben újból megpróbálta elragadni a kánságot, és elűzte a betolakodót.
A konfliktus áthúzódott 1377-re, amikor Urusz kán meghalt. Utóda Toktakija lett, aki azonban két hónappal később ismeretlen okból szintén elhalálozott. A trónon öccse, Temür Malik követte.

## Fordítás
Ez a szócikk részben vagy egészben  a(z)   Токтакия című orosz Wikipédia-szócikk ezen változatának fordításán alapul.  Az eredeti cikk szerkesztőit annak laptörténete sorolja fel. Ez a jelzés csupán a megfogalmazás eredetét és a szerzői jogokat jelzi, nem szolgál a cikkben szereplő információk forrásmegjelöléseként.